# Raúl Vilches
Raúl Vilches More, född 2 oktober 1954, död 13 januari 2022 i Colombia, var en kubansk volleybollspelare.
Vilches blev olympisk bronsmedaljör i volleyboll vid sommarspelen 1976 i Montréal. Efter sin spelarkarriär arbetade Vilches som tränare, först på Kuba. Han flyttade till Colombia 1998 och arbetade med att bygga upp deras landslag.